# کارلوس کازارتلی
کارلوس کازارتلی (انگلیسی: Carlos Casartelli؛ زادهٔ ۴ نوامبر ۱۹۷۴) بازیکن فوتبال اهل آرژانتین است.
از باشگاه‌هایی که در آن بازی کرده‌است می‌توان به باشگاه فوتبال مونتری، باشگاه فوتبال استودیانتس، باشگاه لئون، باشگاه اتلتیکو ایندپندینته، باشگاه فوتبال اسپانیول، و باشگاه فوتبال کرتارو اشاره کرد.